# 북동부 지방 (브라질)

북동부 지방의 위치

북동부 지방(브라질 포르투갈어: Região Nordeste do Brasil)은 브라질의 지방 가운데 하나로 브라질 북동부 지방을 가리킨다. 면적은 1,558,196km2, 인구는 53,081,950명(2005년 기준)이며 브라질 전체 면적의 18%를 차지한다. 마라냥주, 피아우이주, 세아라주, 히우그란지두노르치주, 파라이바주, 페르남부쿠주, 알라고아스주, 세르지피주, 바이아주가 이 지방에 위치한다.

## 같이 보기
- 상프란시스쿠강